# Osman Özköylü
Osman Özköylü, né le 26 août 1971 à Aydın, est un ancien footballeur turc des années 1990 et 2000 reconverti en entraîneur.

## Biographie
En tant que défenseur, Osman Özköylü fut international turc à dix-neuf reprises entre 1995 et 2000 pour aucun but inscrit. Il participa à l’Euro 2000, où il joua le premier match titulaire, ne joua pas le second, fut remplaçant au troisième (prend un carton jaune une minute après être rentré), mais il ne joua pas le quart-de-finale, où la Turquie s’inclina contre le Portugal. Il joua dans différents clubs turcs et entame une carrière d'entraîneur en 2007.